# 薔薇のように咲いて 桜のように散って
「薔薇のように咲いて 桜のように散って」（ばらのようにさいて さくらのようにちって）は、松田聖子通算82枚目のシングル。2016年9月21日発売。発売元はEMI Records。

## 解説
X JAPANのYOSHIKIが作詞・作曲・編曲を手掛けた本作は、TBS系火曜ドラマ『せいせいするほど、愛してる』の主題歌。松田のボーカル以外はYOSHIKIが全て演奏している。
オリコンデイリーシングルチャートでは自身初となる1位を獲得、週間シングルチャートでは、初登場6位を記録するなど2000年代以降の松田のシングルとして大きなヒットを記録。同チャートでのTOP10入りは、2000年に発売された53rdシングル「True Love Story/さよならのKISSを忘れない」で7位を獲得して以来16年ぶり、通算33作目となった。
同年末の『第67回NHK紅白歌合戦』で同曲が披露され、X JAPANとして出演していたYOSHIKIがピアノ伴奏で参加した。

## 収録曲
全作詞・作曲・編曲：YOSHIKI
1. 薔薇のように咲いて 桜のように散って（4分27秒）
2. 薔薇のように咲いて 桜のように散って (Piano Ver.)（4分32秒）
3. 薔薇のように咲いて 桜のように散って (Instrumental)（4分27秒）
4. 薔薇のように咲いて 桜のように散って (Piano Ver. Instrumental)（4分26秒）

## 収録アルバム
- 薔薇のように咲いて 桜のように散って
  - Daisy
  - We Love SEIKO Deluxe Edition -35th Anniversary 松田聖子究極オールタイムベスト50 + 2 Songs-
  - 永遠のアイドル、永遠の青春、松田聖子。〜45th Anniversary 究極オールタイムベスト〜

## カバー
- 佐倉綾音 - アルバム『VOICE〜声優たちが歌う松田聖子ソング〜 Female Edition』（2020年12月9日）に収録。